# Matka (soteska)
Matka (makedonsko Матка, Matka, albansko Matkë, Kanioni i Matkës) je soteska zahodno od Skopja, Severna Makedonija. Njena površina meri približno 5.000 hektarjev. Matka je eno od najbolj priljubljenih turističnih središč in mesto več srednjeveških samostanov.

## Geologija
V soteski je deset jam. Najkrajša je dolga 20 m, najdaljša pa 176 m. V soteski sta tudi dve brezni, globoki okoli 35 m.

### Jama Vrelo
Jama Vrelo je na desnem bregu reke Treske. V projektu Novih sedem čudes narave je uvrščena med 77 najlepših naravnih znamenitosti na svetu. Na koncu jame sta dve jezeri. Manjše je dolgo 8 m in globoko 14,92 m. Večje jezero je dolgo 35 metrov in globoko 18 m. Natančna globina jame ni znana, nekateri pa špekulirajo, da bi lahko bila najgloblja podvodna jama na svetu.

## Favna in flora
Soteska Matka je dom številnih rastlin in živali, od katerih so nekatere edinstvene. Endemičnih je približno 20% rastlin.  V kanjonu živi 77 avtohtonih vrst metuljev in najbolj strupena kača v južni Evropi, rogati gad. V jamah v soteski so velike kolonije netopirjev.

## Zanimivosti
Matka je zaradi bližine Skopja priljubljena destinacija meščanov, turistov in planincev. Plezalna sezona se začne godaj spomladi in konča novembra. Priljubljene dejavnosti so čolnarjenje, ribolov, lov in plavanje.

### Samostani
Na področju soteske je več zgodovinskih cerkva in samostanov. V soteski sami je samostan sv. Andreja, ki ga je okoli leta 1388 ustanovil Andrej, brat kraljeviča Marka (Mrnjavčevića). Na levem bregu Treske je samostan Matka ali samostan Svete matere Božje, zgajen v 14. stoletju. Po napisu na cerkvi sodeč, je bila cerkev  leta 1497 v zelo slabem stanju in brez strehe. Neka Milica je obnovila streho, poslikala cerkev s freskami, zgradila preddvetje in posadila vinograd.
Samostan sv. Nikolaja stoji na pečini nad sotesko in samostanom sv. Andreja. Datum izgradnje cerkve ni znan. Samostan je bil prvič omenjen v osmanskem obdobju v 17. stoletju. Ikonostas cerkve je bil poslikan leta 1645, freske na zahodni steni pa leta 1630. V 18. stoletju je bil samostan opustošen. Menihi so ga leta 1816 našli brez strehe in ga poskušali oživiti, vendar je bil leta 1897 ponovno opustošen. Pred samostanom je lep pogled na sotesko Treske.

## Galerija
- Soteska Matke v bližini jezu
- Pot k samostanu sv. Andreja
- Pot k samostanu sv. Andreja
- Soteska Matka
- Cerkev sv. Andreja
- Soteska Matka
- Restavracija pri samostanu sv. Andreja
- Jez Matka
- Soteska Matka
- Jezero Matka
- Matka leta 1919
- Pogled na sotesko
- Samostan Matka
- Skalne stene nad vodo